# Dorfkirche Schönfeld (Werneuchen)

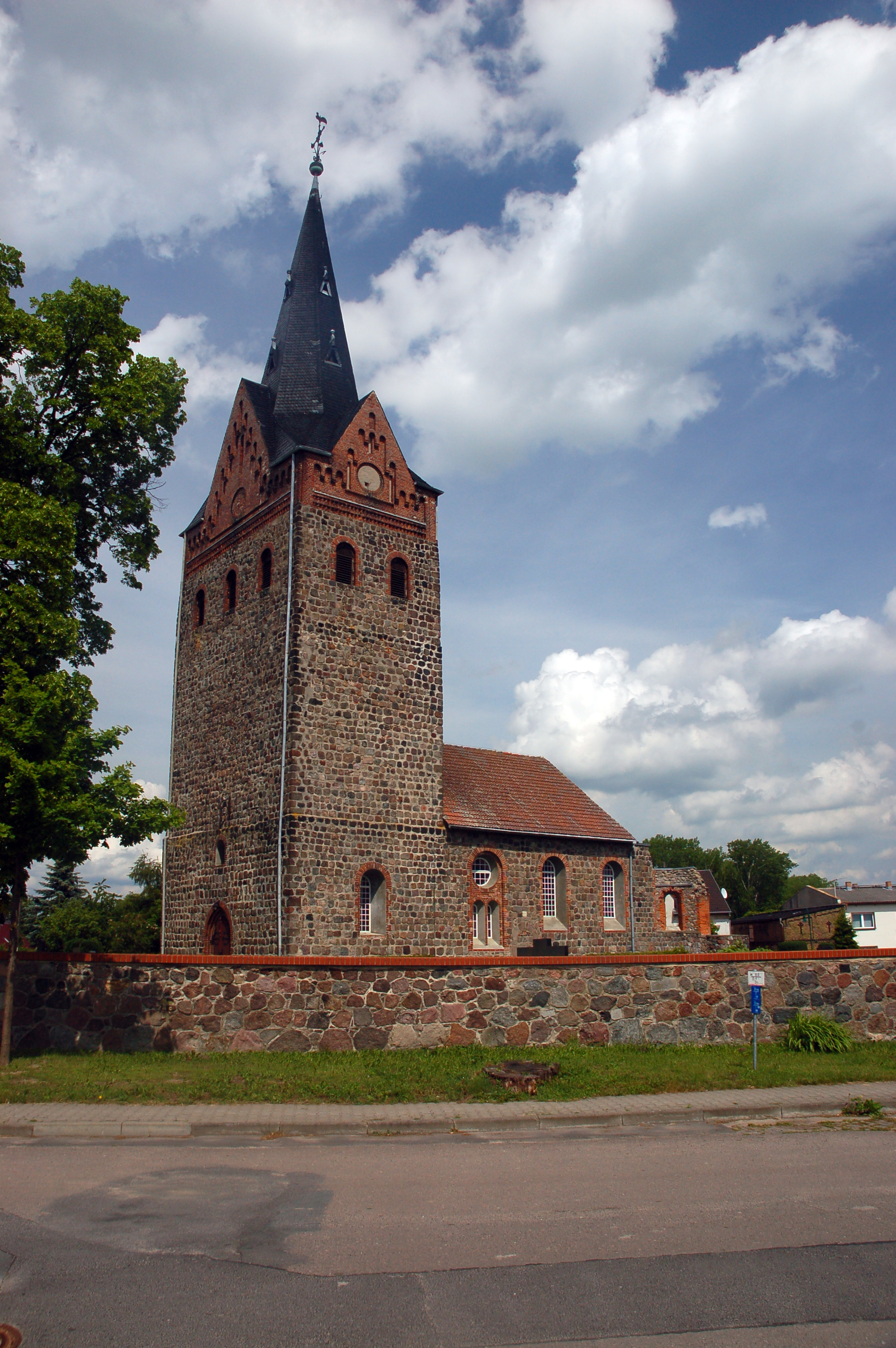
Dorfkirche Schönfeld

Die evangelische, denkmalgeschützte Dorfkirche Schönfeld steht in Schönfeld, einem Ortsteil der Stadt Werneuchen im Landkreis Barnim in Brandenburg. Sie gehört zur Kirchengemeinde Beiersdorf-Grüntal-Trampe im Kirchenkreis Barnim der Evangelischen Kirche Berlin-Brandenburg-schlesische Oberlausitz.

## Beschreibung
Die Feldsteinkirche wurde Mitte des 13. Jahrhunderts gebaut. Sie bestand aus einem Langhaus, einem querrechteckigen Kirchturm im Westen und einem eingezogenen Chor mit breiter halbrunder Apsis im Osten. Seit der Zerstörung 1945 sind Chor und Apsis nur als Ruinen erhalten. Der mit einem hohen, spitzen, schiefergedeckten Helm bedeckte Kirchturm, dessen Giebel mit Blenden verziert und mit Backsteinen abgeschlossen sind, und der Westteil des mit einem Satteldach bedeckten Langhauses, das im Innenraum mit einer verputzten Flachdecke überspannt ist, wurden 1966 wiederhergestellt. 
Die Empore im Westen war erhalten geblieben, ebenso das sechseckige Taufbecken. In den 1990er Jahren wurden die Saalkirche restauriert. 